# Truman Show
Truman Show (v anglickém originále The Truman Show) je americký dramatický film z roku 1998. Režisérem filmu je Peter Weir. Hlavní role ve filmu ztvárnili Jim Carrey, Laura Linneyová, Ed Harris, Noah Emmerich a Natascha McElhone.

## Ocenění
Jim Carrey a Ed Harris získali za své role v tomto filmu Zlatý glóbus. Ed Harris byl za svou roli dále nominován na Oscara a cenu BAFTA. Zlatý glóbus získali také Burkhard Dallwitz a Philip Glass za hudbu k tomuto filmu. Cenu BAFTA získali Andrew Niccol za nejlepší scénář, Dennis Gassner za nejlepší výpravu a Peter Weir za nejlepší režii. Film byl dále nominován na další 3 Zlaté glóby a čtyři ceny BAFTA.

## Děj
Děj filmu pojednává o moci médií a stále menší hranicí mezi realitou a mediálním obrazem reálného života. Neméně důležitým motivem je vzpoura člověka proti manipulaci, osudu, předurčení, využívání ale (zejména v závěru filmu) také proti bohu nebo bohorovným vládcům a neustálá touha po svobodě a sebeurčení, navzdory utrpení, nebezpečí a hrozící smrti. Truman Burbank (v hlavní roli Jim Carrey) byl jako dítě prvním člověkem, kterého adoptovala filmová společnost a vůbec netuší, že jeho život je předem naplánovaný tvůrcem veleúspěšného seriálu Christof (hraje Ed Harris), jehož je hlavní postavou. Truman totiž žije v obrovských filmových ateliérech a všichni lidé kolem jsou herci. Hlavní děj filmu se odehrává v době, kdy je Trumanovi asi 30 let a pracuje v pojišťovně. Postupně si začne všímat zvláštností, které se kolem něj dějí, přesně naplánovat stereotypy a jeho zvědavost ho nutí sledovat tyto zvláštnosti. Zjišťuje, že vždy, když se pokusí dostat z města, mu něco zkříží cestu, až se nakonec dozvídá pravdu. Seriál, jehož je Truman hlavní postavou, je vysílán nonstop a není nikdy přerušovaný reklamami, proto jsou reklamy na výrobky či služby nepřímé, tvořené herci přímo v samotném ději.

## Obsazení
| Jim Carrey        | Truman Burbank                  |
| Laura Linneyová   | Hannah Gill/Meryl Burbank       |
| Ed Harris         | Christof                        |
| Noah Emmerich     | Louis Coltrane/Marlon           |
| Natascha McElhone | Sylvia/Lauren Garland           |
| Brian Delate      | Walter Moore/Kirk Burbank       |
| Holland Taylor    | Alanis Montclair/Angela Burbank |
| Harry Shearer     | Mike Michaelson                 |
| Paul Giamatti     | Simeon                          |
| Philip Baker Hall | -                               |